# Wybory parlamentarne w Niemczech w 1994 roku

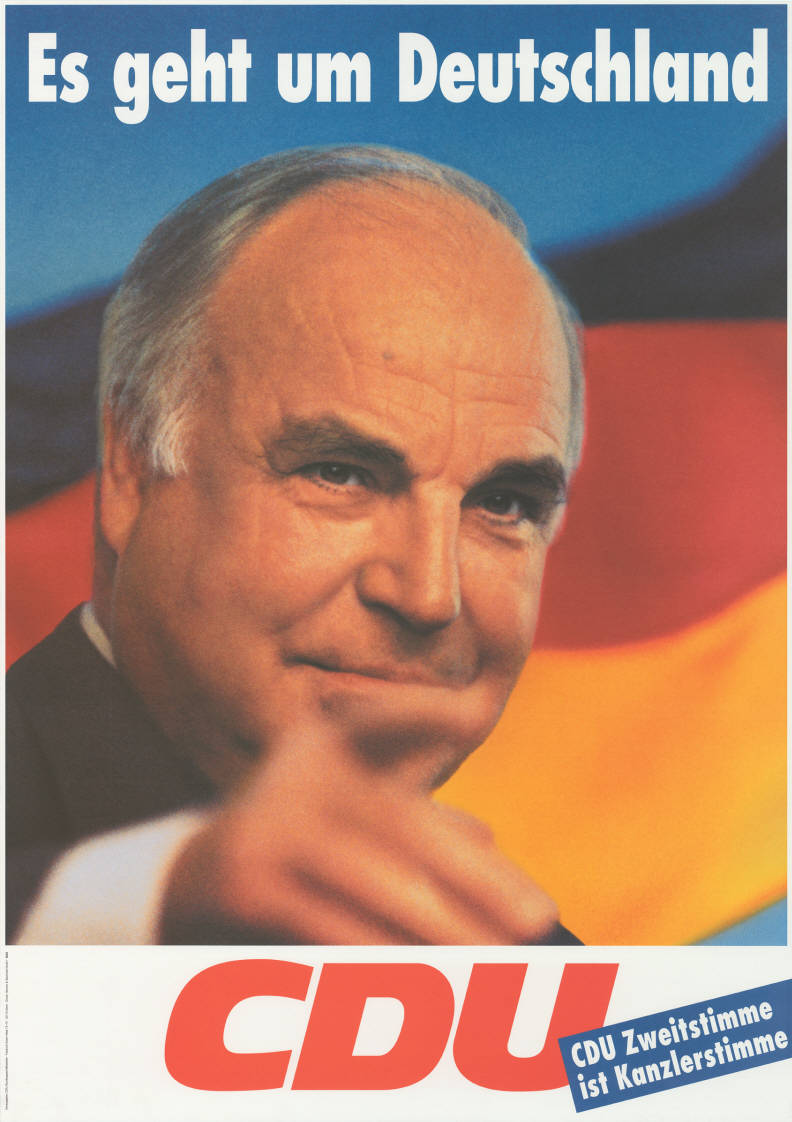
Plakat wyborczy CDU (1994)

Wyniki

Wybory do niższej izby parlamentu niemieckiego (Bundestagu) odbyły się 19 października 1994 roku. SPD wyznaczyło premiera Nadrenii-Palatynatu Rudolfa Scharpinga na kandydata na kanclerza. Kontrkandydatem CDU/CSU był kanclerz Helmut Kohl.

## Wyniki wyborów
| Partia                                  | Głosy      | %      | Zmiana | Miejsca | Zmiana | % miejsc |
| --------------------------------------- | ---------- | ------ | ------ | ------- | ------ | -------- |
| Christlich-Demokratische Union          | 16 089 960 | 34,16% | -2,5%  | 244     | -24    | 36,6%    |
| Christlich-Soziale Union                | 3 427 196  | 7,28%  | +0,2%  | 50      | -1     | 7,4%     |
| Sozialdemokratische Partei Deutschlands | 17 140 354 | 36,39% | +2,93% | 252     | +13    | 37,5%    |
| Bündnis 90/Die Grünen                   | 3 424 315  | 7,27%  | +2,22% | 49      | +47    | 7,0%     |
| Freie Demokratische Partei              | 3 258 407  | 6,92%  | -4,11% | 47      | -32    | 7,0%     |
| Partei des Demokratischen Sozialismus   | 2 066 176  | 4,39%  | +1,96% | 30      | +13    | 4,5%     |
| Inne partie                             | 1 698 766  | 3,61%  |        | 0       |        | 0,0%     |
| Razem                                   | 47 105 174 | 100,0% |        | 672     | +10    | 100,0%   |